# Lars Andersen (arquero)
Lars Andersen (nacido el 8 de noviembre de 1964) es un pintor y arquero danés. Afirma poseer un récord mundial de velocidad: es capaz de disparar 10 flechas en 4,9 segundos, o 3 flechas en 0,6 segundos.
Alumno particular de Otto Frello, Andersen se graduó en la Escuela de Artes Visuales. Se describe a sí mismo como pintor y escritor danés.
Su vídeo publicado en noviembre de 2012 se hizo viral en toda la web. Otro de sus vídeos, "Un nuevo nivel de tiro con arco", fue publicado en YouTube el 23 de enero de 2015, recibiendo más de 23 millones de visitas en una semana, en el que Andersen demuestra cómo disparar mientras sostiene múltiples flechas en la mano de tiro y dispara en movimiento, saltando, de cerca, de lejos y colgado boca abajo. Sin embargo, muchas de las afirmaciones históricas y científicas hechas en el vídeo han sido impugnadas o desacreditadas, y pocas de las ideas han ganado tracción con otros arqueros y personalidades de Internet. En abril de 2015, Lars respondió a las afirmaciones contra él y su técnica. En el vídeo, Lars intenta aclarar sus afirmaciones, algunas de las cuales coincidían con argumentos en contra de algunas de las afirmaciones de sus vídeos originales, principalmente que este estilo estaba olvidado o que él lo reinventó, pero otras refutaban las críticas en su contra, como que los textos a los que hace referencia en su vídeo no incluían el tema del tiro rápido y la paradoja del arquero. 
En un vídeo publicado en YouTube en 2017, Andersen demostró su habilidad para lanzar flechas que giran en pleno vuelo, mientras que algunos arqueros expertos afirmaron que sus métodos solo sirven para disparar a corta distancia, aunque el sentido de esa crítica es dudoso.
Inicialmente se entrenó en las instalaciones de Lyngby Bueskyttelaug